# Geniedijk Haarlemmermeer

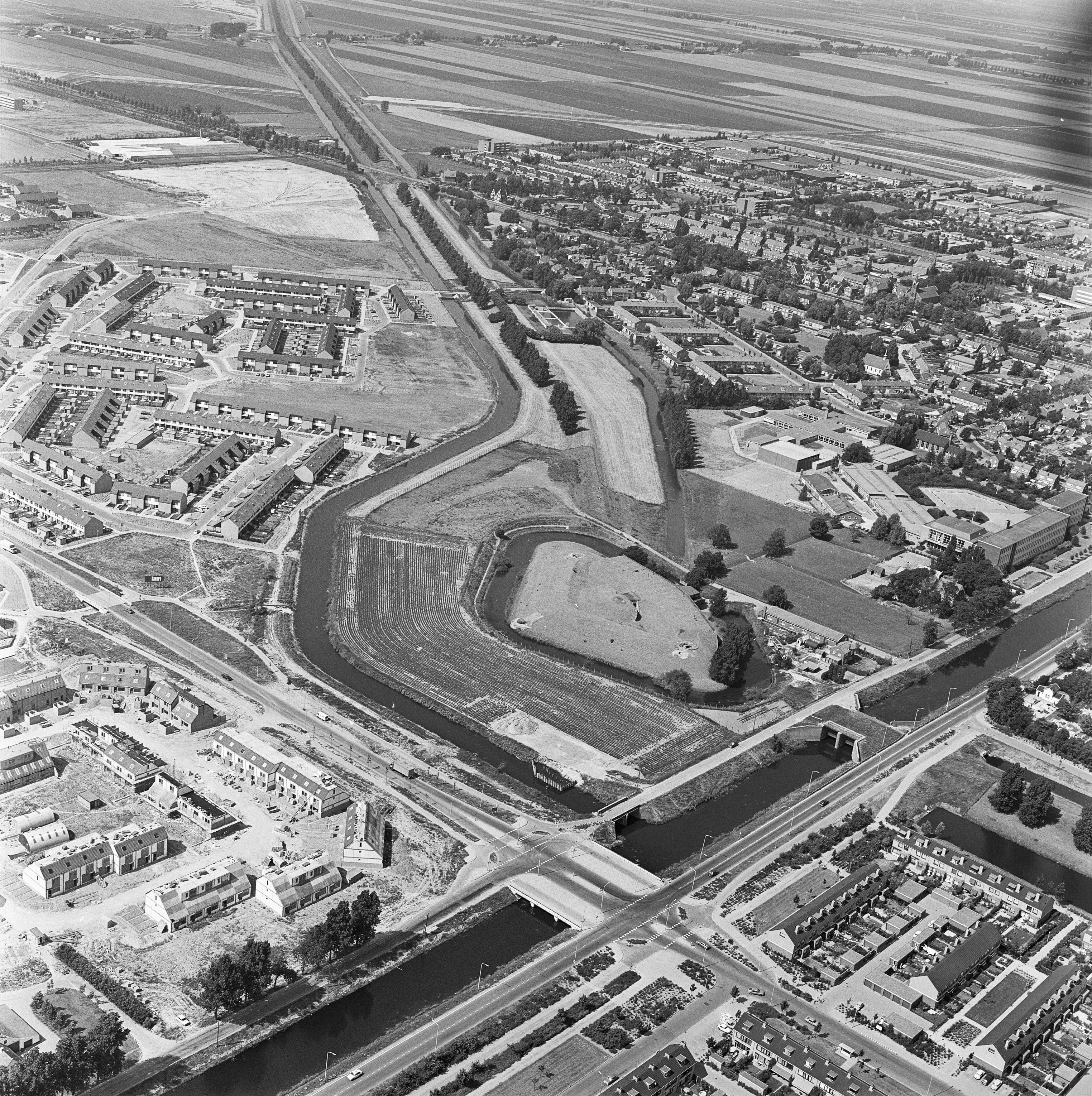
Fort bij Hoofddorp vanuit de lucht gezien in noordwestelijke richting; 1977. Op de achtergrond de geniedijk tussen Hoofddorp en Fort bij Vijfhuizen.

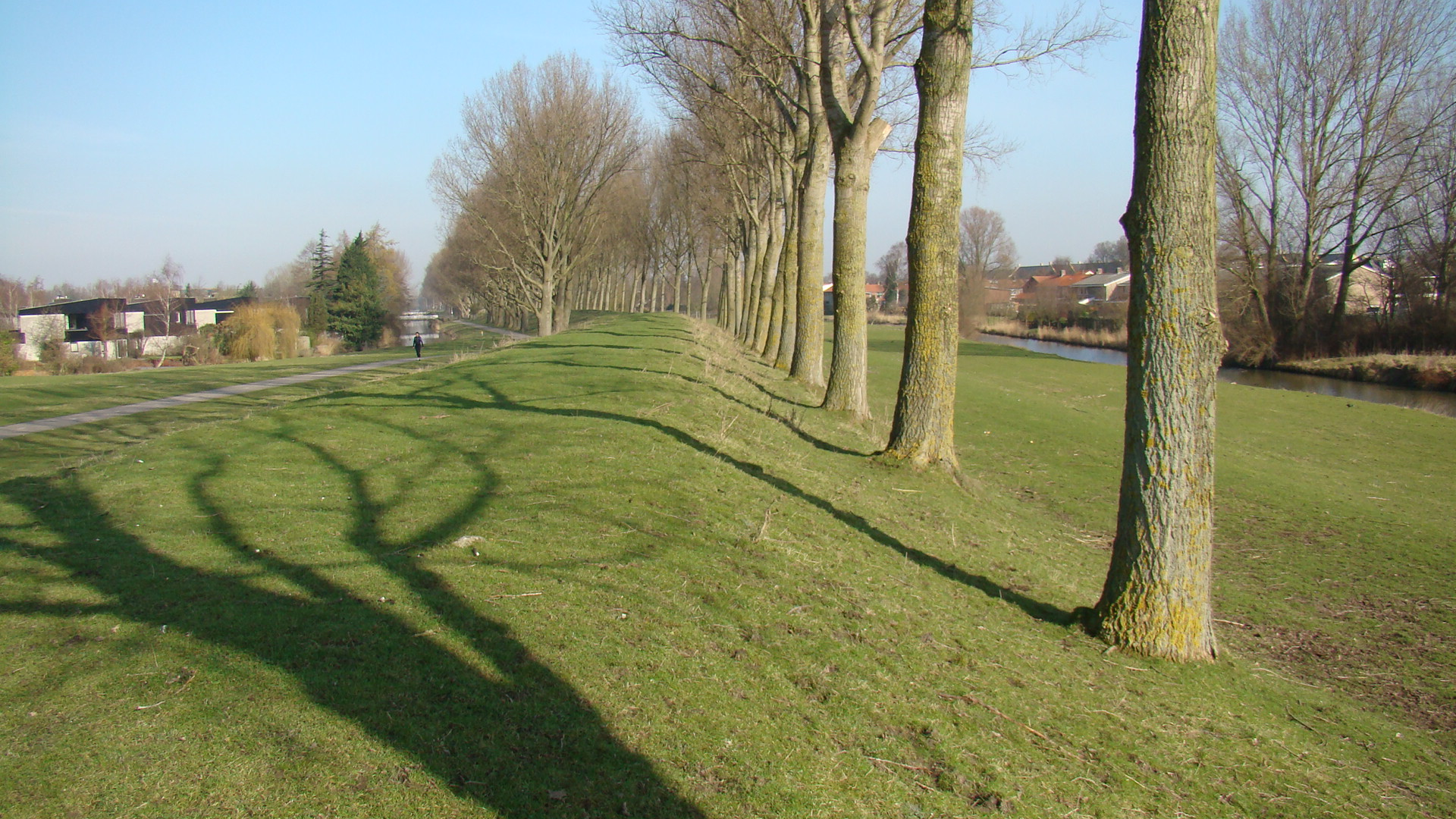
De Geniedijk Haarlemmermeer in Hoofddorp.

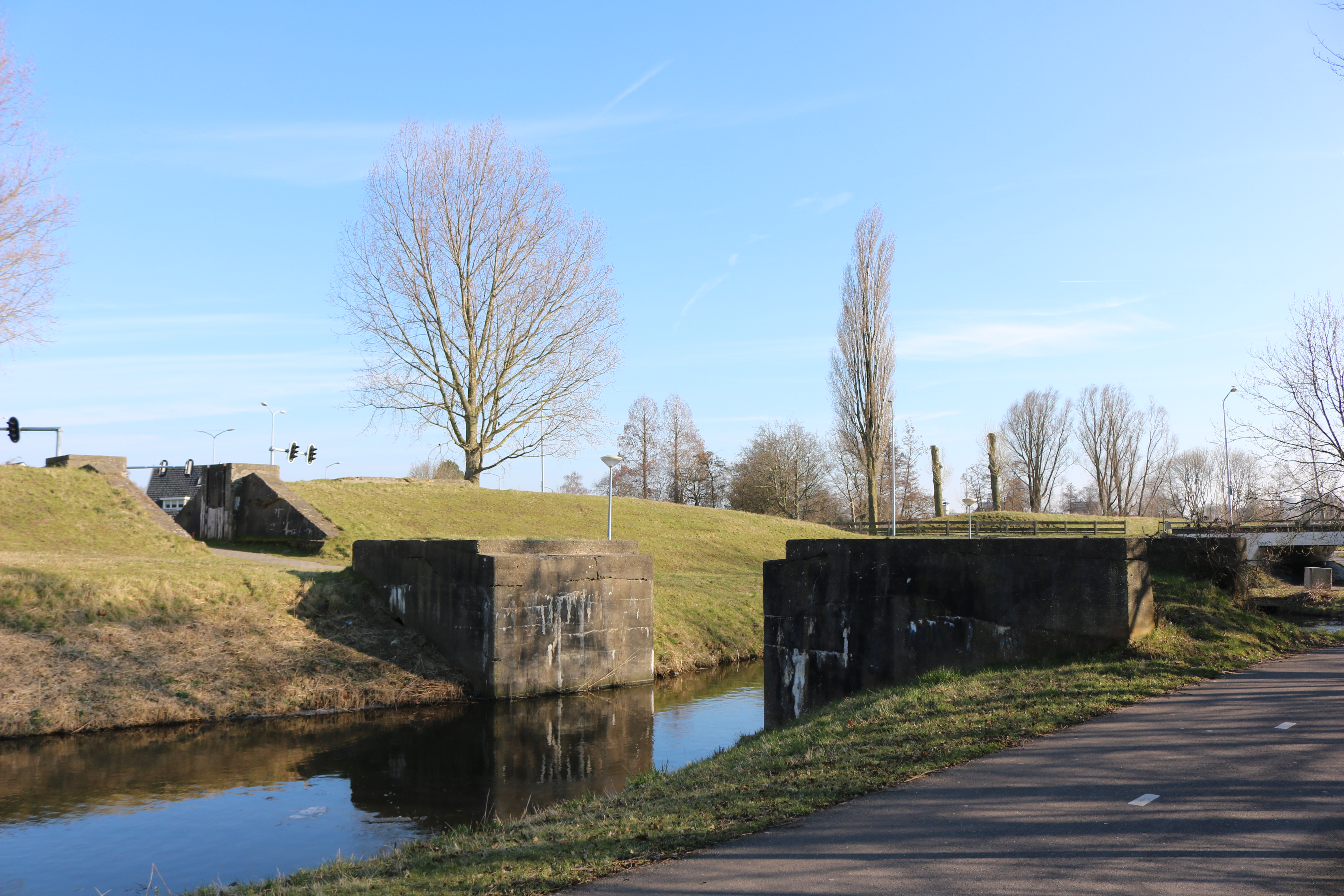
De coupure in de Geniedijk en bruggenhoofden van de spoorweg in Hoofddorp; 2018.

De Geniedijk Haarlemmermeer is een 12 kilometer lange geniedijk dwars door de gehele Haarlemmermeer, die werd aangelegd tussen 1888 en 1903. De dijk is onderdeel is van de Stelling van Amsterdam, die ongeveer 15 à 20 kilometer rondom deze stad ligt. In 1963 werd de militaire status van dit verdedigingswerk opgeheven. In 1996 werd de Stelling van Amsterdam door UNESCO op de Werelderfgoedlijst geplaatst.

## Ligging
De Geniedijk Haarlemmermeer is gelegen in de gemeente Haarlemmermeer en was een hoofdverdedigingslijn van de Stelling van Amsterdam. De dijk begint in het westen bij het Fort bij Vijfhuizen aan de Cruquiusdijk en loopt via het Fort bij Hoofddorp naar het Fort bij Aalsmeer aan de Aalsmeerderdijk. Tussen deze drie forten liggen ter ondersteuning Batterij aan de IJweg en Batterij aan de Sloterweg.
Door de dijk was het mogelijk het zuidelijke deel van de Haarlemmermeer onder water te zetten, en het noordelijke deel droog te houden. Volgens de militaire bevelstructuur lag de linie binnen de sector Sloten, uitgestrekt over groep Halfweg, vak Vijfhuizen en groep Schiphol, vakken Hoofddorp en Aalsmeer.

## Geschiedenis
In mei 1888 kregen landeigenaren een kennisgeving dat de genie opmetingen zou verrichten voor een door het departement van oorlog aan te leggen slaperdijk van Vijfhuizen tot Hoofddorp en vandaar tot Aalsmeer. Het was de bedoeling dat de aangelegde dijk net zo hoog zou worden als de dijk langs de Ringvaart van de Haarlemmermeerpolder. De werkzaamheden bestonden uit de aanleg van een vaart, damsluizen in de Hoofdvaart, een dam in de Kruisvaart en een brug over de nog te aan te leggen vaart bij de Hoofdvaart.
Ongeveer twintig aannemers waren aanwezig bij de aanbesteding. Raamkosten van het grondwerk lagen op 72.700 gulden. In 1889 werd begonnen met de graafwerkzaamheden. Vanouds wordt de dijk begraasd door schapen van verschillende pachters, wat tegenwoordig wordt gecombineerd met een wandel- en fietsroute. 
De liniedijk werd in 1912 doorsneden door de spoorlijn Hoofddorp - Leiden Heerensingel (die op 1 januari 1936 werd opgeheven), de coupure in de dijk bestaat nog steeds. Verder wordt de liniedijk op meerdere plekken doorsneden door wegen, waaronder de A4 bij Hoofddorp waar de Kick Pruijsbrug de verschillende delen van de dijk weer verbindt.